# Nokia 2100
Nokia 2100 – telefon komórkowy firmy Nokia. Posiadał monochromatyczny wyświetlacz o rozdzielczości 96 x 65 pikseli. Książka telefoniczna mogła pomieścić 100 kontaktów, możliwe było też wysyłanie i odbieranie wiadomości SMS.

## Funkcje dodatkowe
- Słownik T9
- Kompozytor
- Zegarek
- Alarm
- Kalkulator
- Przelicznik walut
- Wygaszacz
- Wymienna obudowa